# Anastasia del Montenegro
Anastasia Petrović-Njegoš, del Montenegro (Cetinje, 1868 – Antibes, 15 novembre 1935), era figlia terzogenita del re Nicola I del Montenegro (1841 – 1921) e della regina Milena Vukotic (1847 – 1923).

## Biografia
Anastasia (Anastasija) si sposò una prima volta nel 1889 con il principe Georgij Maksimilianovič di Leuchtenberg poi duca di Leuchtenberg (1852 – 1912), figlio del duca Massimiliano di Leuchtenberg (1817-1852) e di Marija Nikolaevna Romanova (1819-1876). Il matrimonio terminò con un divorzio nel 1906.
Sei mesi dopo aver divorziato, nel 1907 sposò il granduca Nikolaj Nikolaevič di Russia (1856-1929), primogenito del granduca Nicola il Vecchio e di Alessandra di Oldenburg, dal quale non ebbe figli.

Entrambi i suoi mariti erano nipoti dello zar Nicola I di Russia (1796 – 1855).
Anastasia e Nikolaj erano profondamente osservanti della religione ortodossa, con predisposizione al misticismo.

Essendo entrambi fieri di essere di origini slave, con particolare sensibilità verso la causa anti-turca delle popolazioni balcaniche, Anastasia contribuì a rinforzare le tendenze al panslavismo del marito.
I coniugi fuggirono dalla Russia a seguito della rivoluzione bolscevica nel 1919, a bordo della nave britannica HMS Marlborough.
Si stabilirono in un primo tempo in Italia e successivamente in Francia, trascorrendo gli inverni sulla riviera ligure.

## Discendenza
Anastasia e Giorgio Massimiliano di Leuchtemberg ebbero due figli:
- Sergej Aleksandrovič, VIII Duca di Leuchtenberg (1890 – 1974);
- Elena (1892 – 1971).

## Ascendenza
|                                |                      |                    | Genitori |  |  | Nonni |  |  | Bisnonni               |  |  | Trisnonni            |  |
|                                |                      |                    |          |  |  |       |  |  | Stanko Petrović-Njegoš |  |  | Sava Petrović-Njegoš |  |
|                                |                      |                    |          |  |  |       |  |  | Stanko Petrović-Njegoš |  |  | Sava Petrović-Njegoš |  |
|                                |                      | Angelika Radamović |          |  |  |       |  |  | Stanko Petrović-Njegoš |  |  |                      |  |
| Granduca Mirko Petrović-Njegoš |                      |                    |          |  |  |       |  |  | Stanko Petrović-Njegoš |  |  |                      |  |
|                                |                      | Christine Vrbitsa  | …        |  |  |       |  |  |                        |  |  |                      |  |
|                                |                      | Christine Vrbitsa  | …        |  |  |       |  |  |                        |  |  |                      |  |
|                                |                      | Christine Vrbitsa  | …        |  |  |       |  |  |                        |  |  |                      |  |
| Nicola I del Montenegro        |                      | Christine Vrbitsa  |          |  |  |       |  |  |                        |  |  |                      |  |
|                                |                      | Drago Martinović   | …        |  |  |       |  |  |                        |  |  |                      |  |
|                                |                      | Drago Martinović   | …        |  |  |       |  |  |                        |  |  |                      |  |
|                                |                      | Drago Martinović   | …        |  |  |       |  |  |                        |  |  |                      |  |
| Anastasija Martinović          |                      | Drago Martinović   |          |  |  |       |  |  |                        |  |  |                      |  |
|                                |                      | Stana Martinović   | …        |  |  |       |  |  |                        |  |  |                      |  |
|                                |                      | Stana Martinović   | …        |  |  |       |  |  |                        |  |  |                      |  |
|                                |                      | Stana Martinović   | …        |  |  |       |  |  |                        |  |  |                      |  |
| Anastasia del Montenegro       |                      | Stana Martinović   |          |  |  |       |  |  |                        |  |  |                      |  |
|                                | Peter Perkov Vukotić | …                  |          |  |  |       |  |  |                        |  |  |                      |  |
|                                | Peter Perkov Vukotić | …                  |          |  |  |       |  |  |                        |  |  |                      |  |
|                                | Peter Perkov Vukotić | …                  |          |  |  |       |  |  |                        |  |  |                      |  |
| Petar Vukotić                  | Peter Perkov Vukotić |                    |          |  |  |       |  |  |                        |  |  |                      |  |
|                                |                      | Stana Milić        | …        |  |  |       |  |  |                        |  |  |                      |  |
|                                |                      | Stana Milić        | …        |  |  |       |  |  |                        |  |  |                      |  |
|                                |                      | Stana Milić        | …        |  |  |       |  |  |                        |  |  |                      |  |
| Milena Vukotić                 |                      | Stana Milić        |          |  |  |       |  |  |                        |  |  |                      |  |
|                                |                      | Tadija Vervodić    | …        |  |  |       |  |  |                        |  |  |                      |  |
|                                |                      | Tadija Vervodić    | …        |  |  |       |  |  |                        |  |  |                      |  |
|                                |                      | Tadija Vervodić    | …        |  |  |       |  |  |                        |  |  |                      |  |
| Elena Vervodić                 |                      | Tadija Vervodić    |          |  |  |       |  |  |                        |  |  |                      |  |
|                                |                      | Milica Pavičević   | …        |  |  |       |  |  |                        |  |  |                      |  |
|                                |                      | Milica Pavičević   | …        |  |  |       |  |  |                        |  |  |                      |  |
|                                |                      | Milica Pavičević   | …        |  |  |       |  |  |                        |  |  |                      |  |
|                                |                      | Milica Pavičević   |          |  |  |       |  |  |                        |  |  |                      |  |